# Eggonia wulpii
Eggonia wulpii là một loài ruồi trong họ Tachinidae.